# Aglomeracja wrocławska

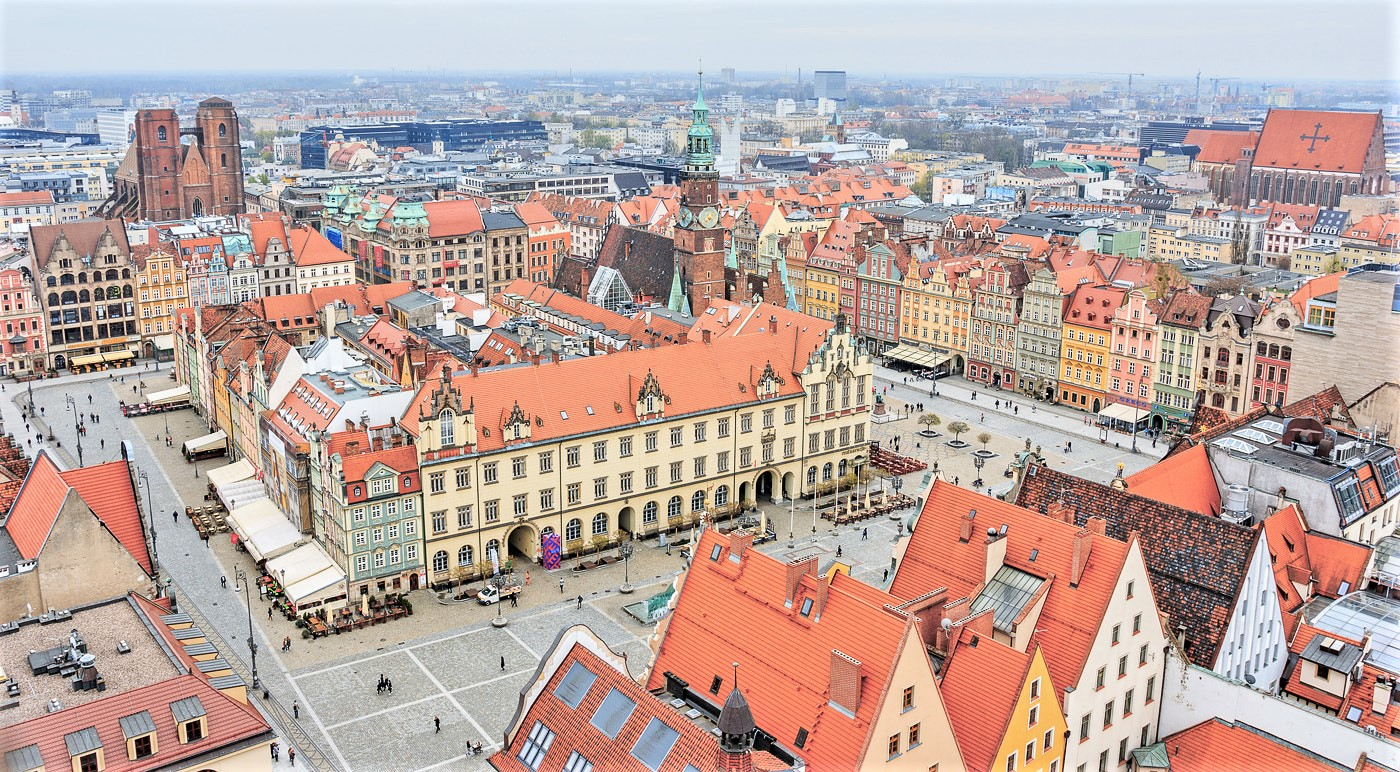
Wrocław

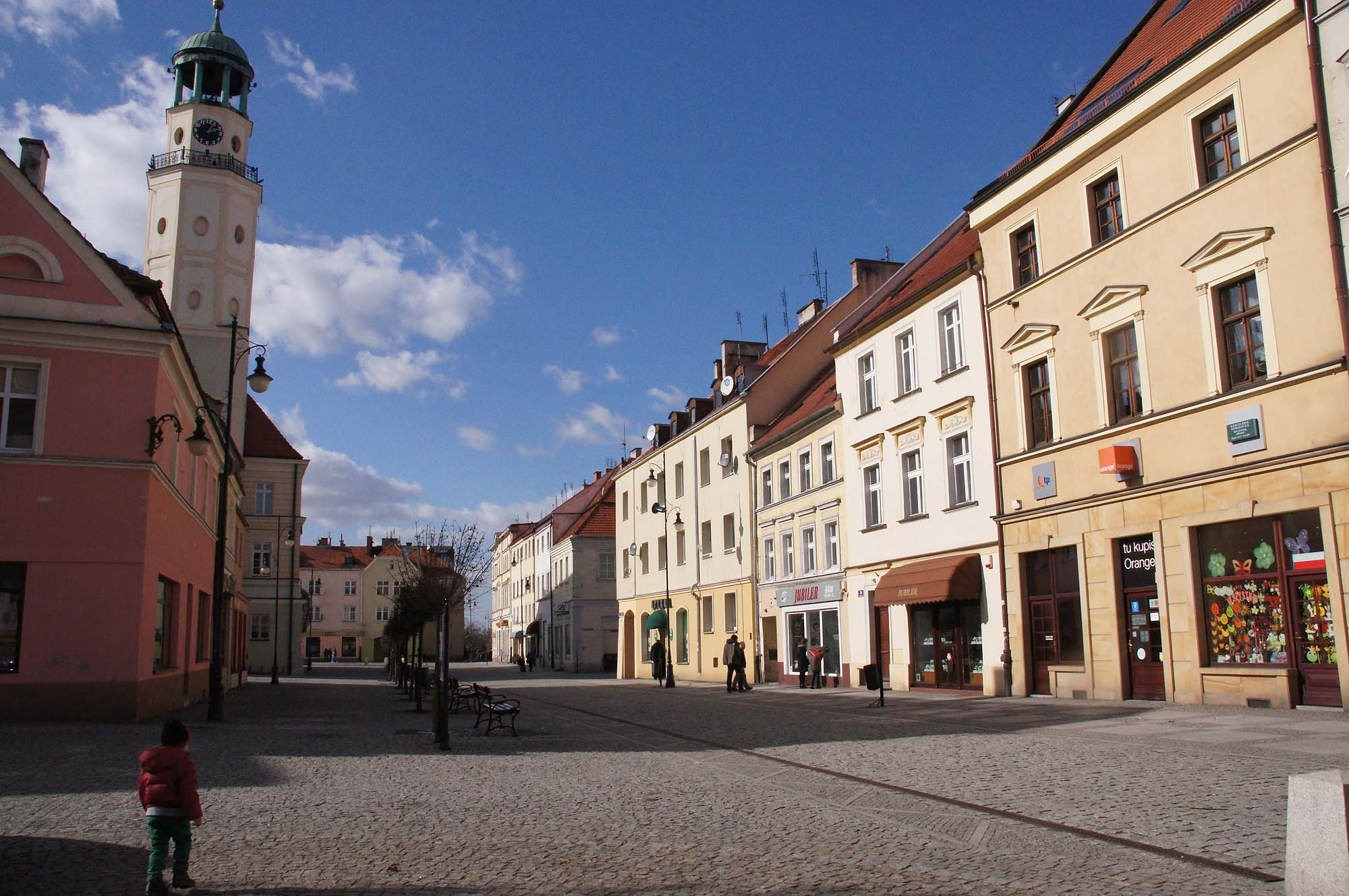
Oleśnica

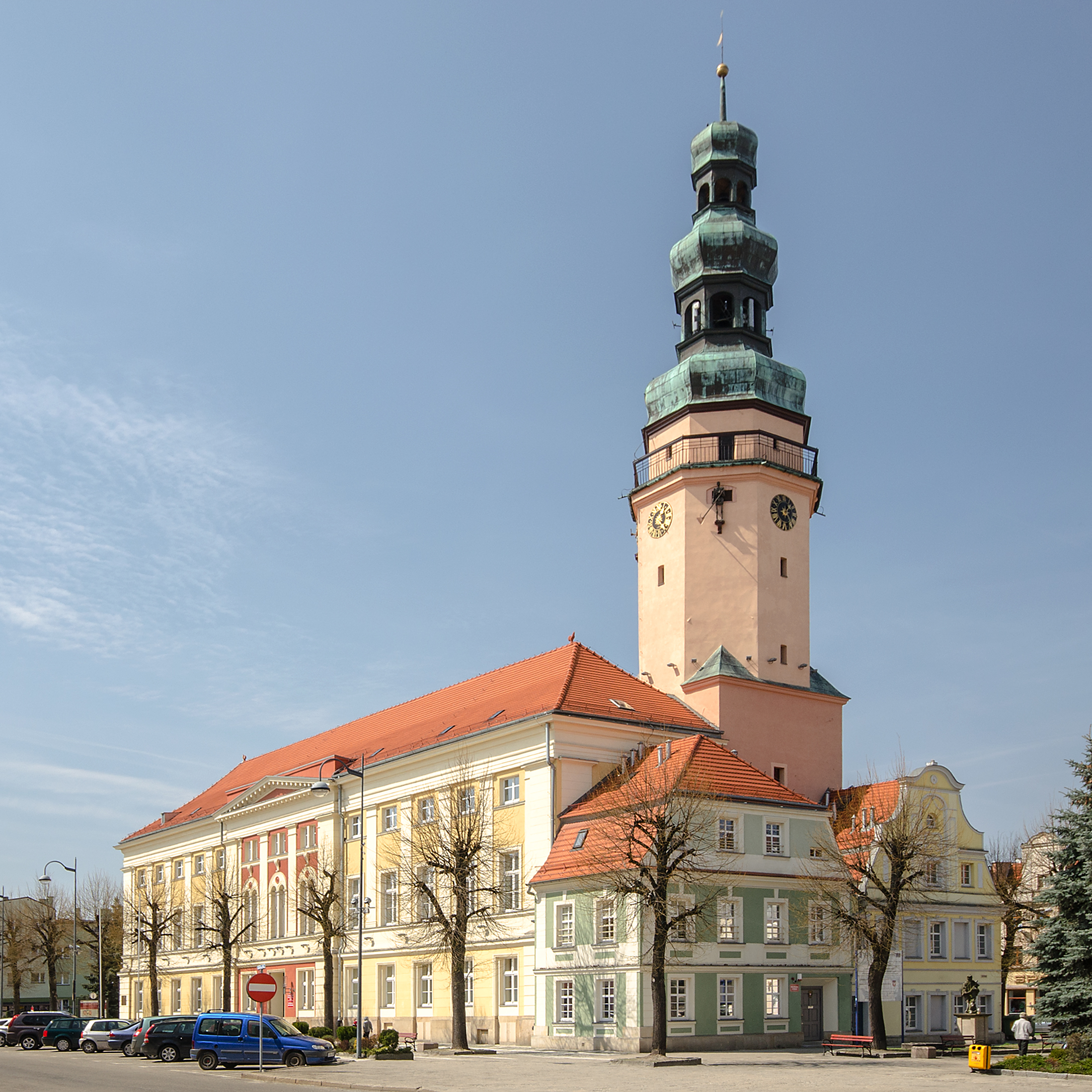
Oława

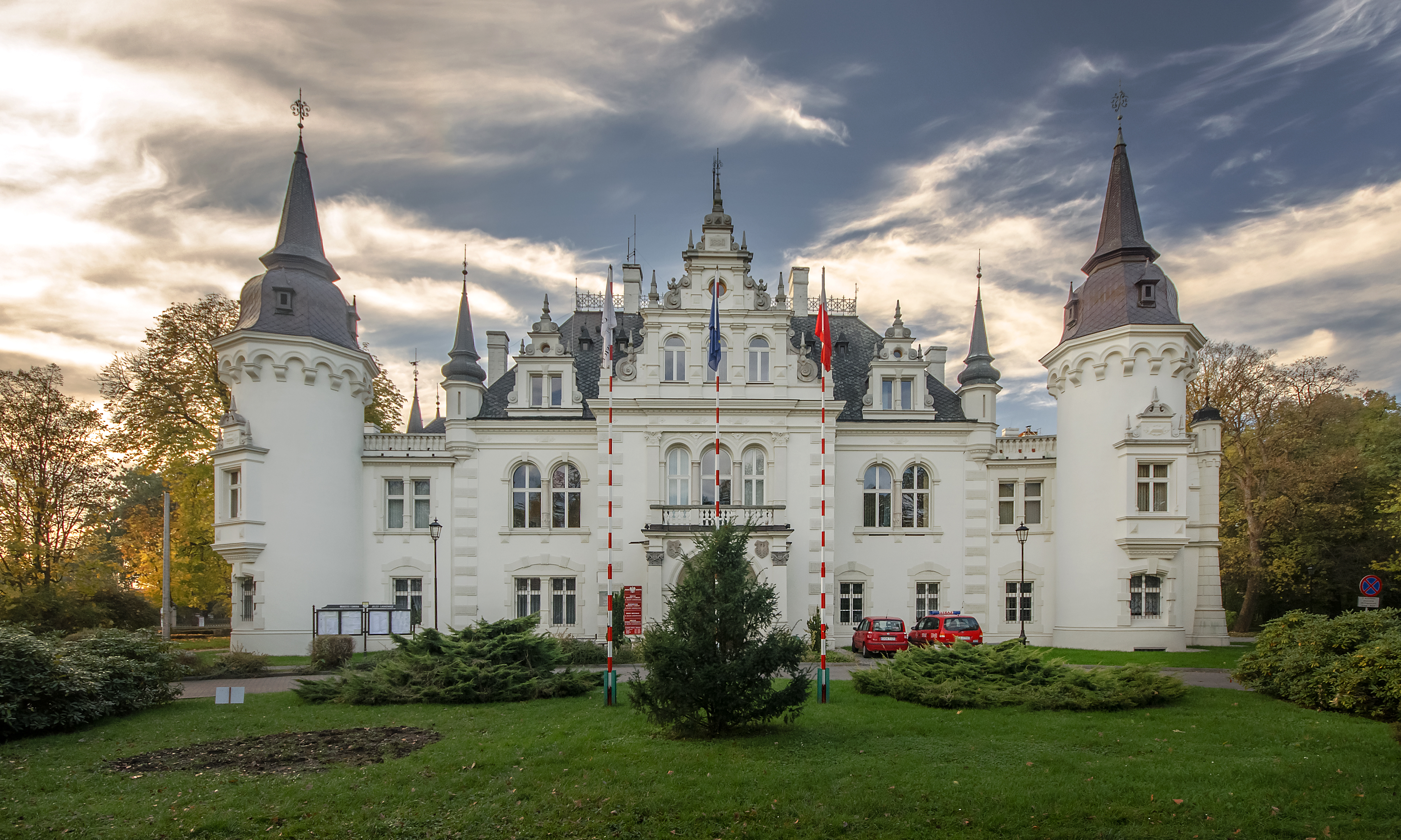
Jelcz-Laskowice

Aglomeracja wrocławska – aglomeracja monocentryczna w południowo-zachodniej części Polski w województwie dolnośląskim, na którą składają się miasto Wrocław (metropolia globalna kategorii Gamma-) oraz jego satelickie miejscowości. W zależności od koncepcji i przyjętych kryteriów delimitacji obszarów, liczba ludności zamieszkującej aglomerację wynosi około 1,25 mln osób. 
W przypadku aglomeracji wrocławskiej jej obszar nie jest w całości silnie zurbanizowany. Mianem aglomeracji wrocławskiej określa się obszar, który jest powiązany gospodarczo z Wrocławiem, a znaczny procent mieszkańców jest z nim związany.

## Miejscowości aglomeracji wrocławskiej
Dane statystyczne GUS (stan z 01.01.2023)
- Wrocław – 673 531 mieszkańców
- Oleśnica – 35 346 mieszk.
- Oława – 33 153 mieszk.
- Jelcz-Laskowice – 15 109 mieszk.
- Trzebnica – 13 674 mieszk.
- Brzeg Dolny – 12 607 mieszk.
- Strzelin – 11 984 mieszk.
- Wołów – 12 054 mieszk.
- Milicz – 10 859 mieszk.
- Kiełczów – 10 572 mieszk.
- Syców – 9946 mieszk.
- Środa Śląska – 9552 mieszk.
- Oborniki Śląskie – 9027 mieszk.
- Siechnice – 11 207 mieszk.
- Kąty Wrocławskie – 7184 mieszk.
- Sobótka – 6998 mieszk.
- Twardogóra – 6231 mieszk.
- Żmigród – 6205 mieszk.
- Bierutów – 4435 mieszk.
- Smolec – 6285 mieszk.
- Bielany Wrocławskie – 4495 mieszk.Brzeg Dolny

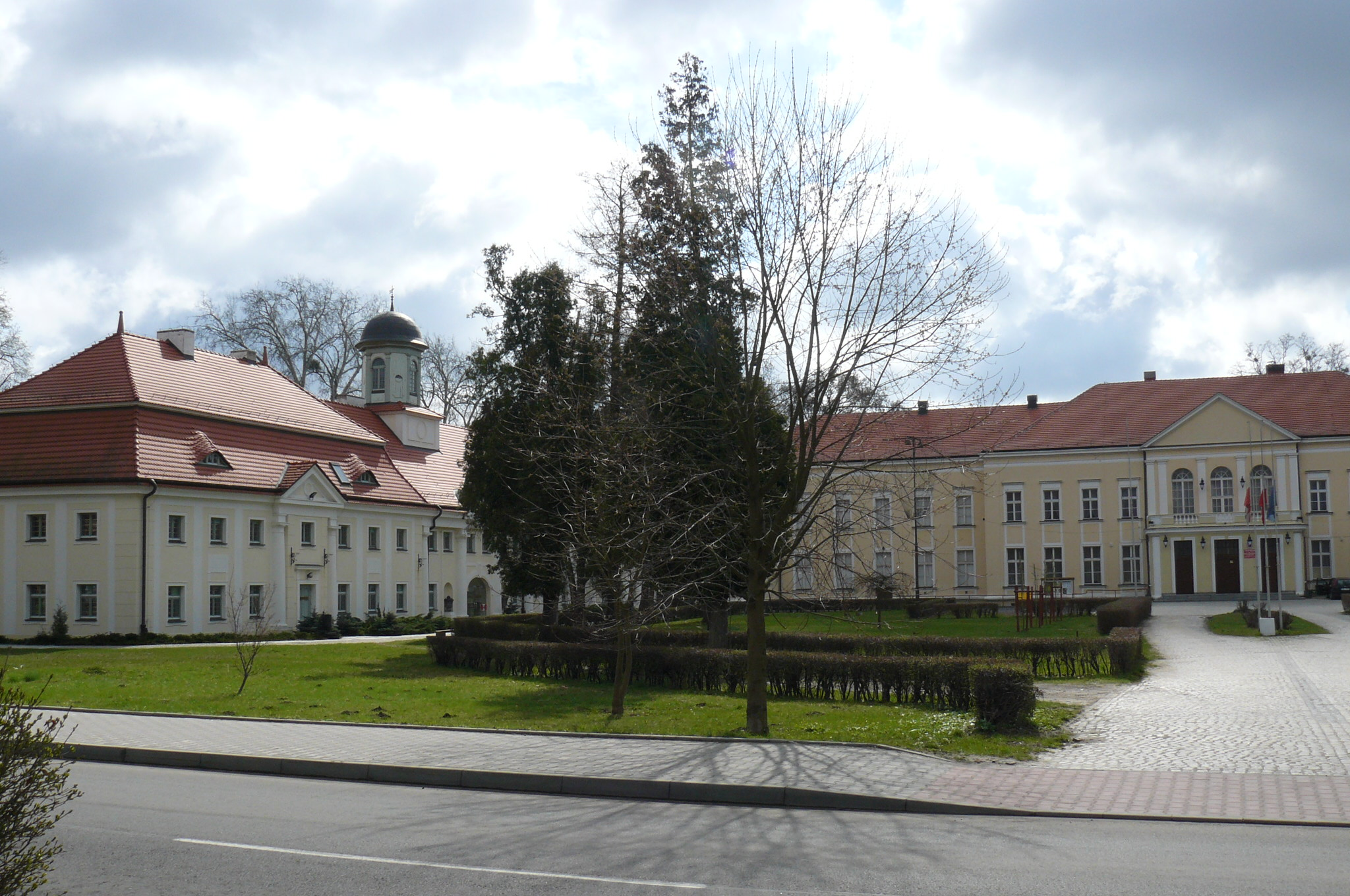
Brzeg Dolny

## Skład aglomeracji wrocławskiej

Agencja Rozwoju Aglomeracji Wrocławskiej SA

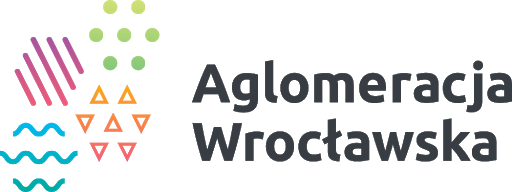
Stowarzyszenie Aglomeracja Wrocławska

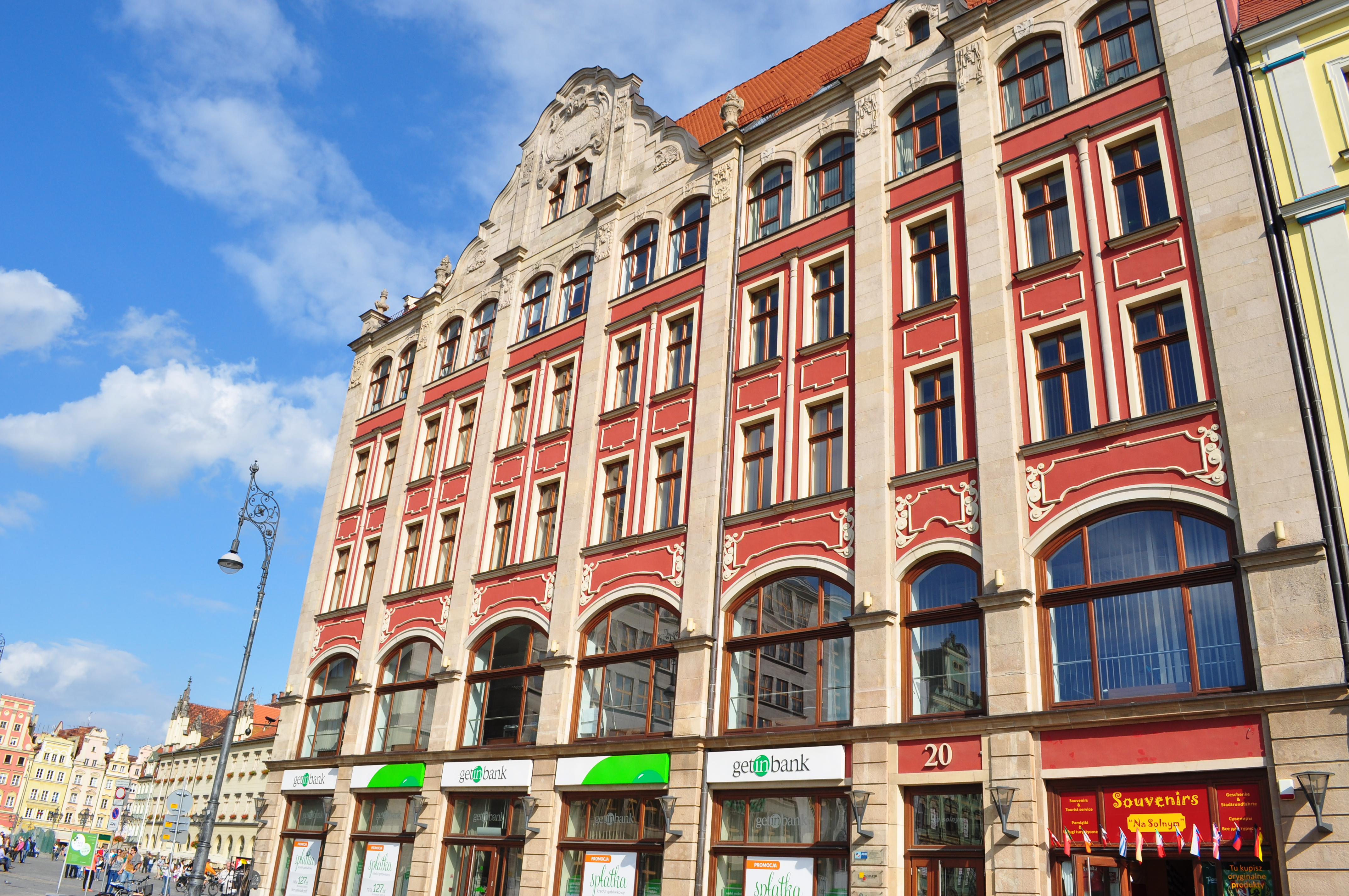
Siedziba Stowarzyszenia Aglomeracja Wrocławska, Plac Solny 20, Wrocław

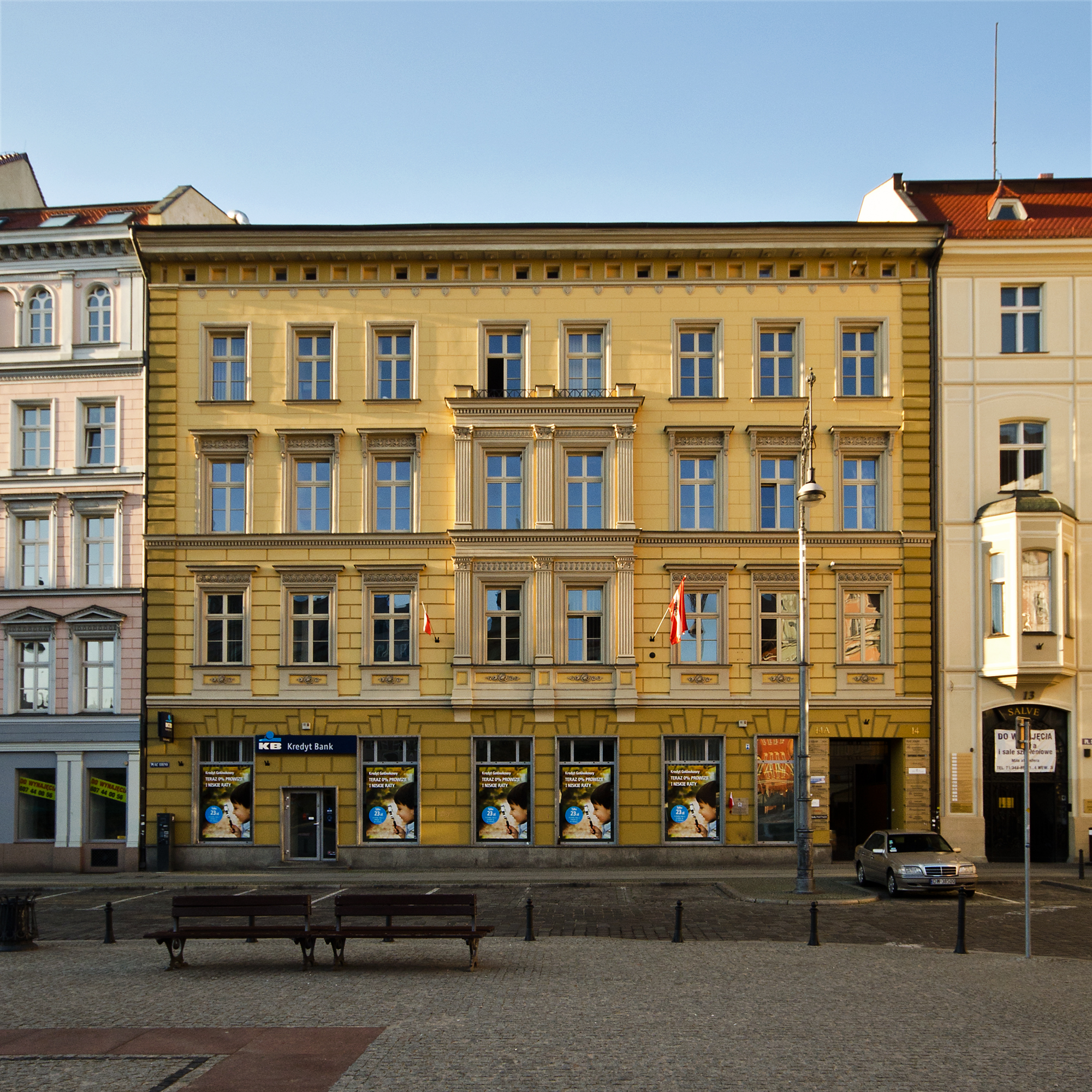
Biuro Obsługi Inwestora ARAW, pl. Solny 14, Wrocław

W 2005 miasto Wrocław i siedem gmin utworzyły spółkę pod nazwą Agencja Rozwoju Aglomeracji Wrocławskiej SA (ARAW). Obecnie jej akcjonariuszami jest 30 gmin z powiatów: 
- Wrocław (miasto na prawach powiatu)

- wrocławskiego
  - Czernica
  - Długołęka
  - Kąty Wrocławskie
  - Kobierzyce
  - Siechnice
  - Żórawina
- trzebnickiego
  - Oborniki Śląskie
  - Prusice
  - Trzebnica
  - Wisznia Mała
  - Żmigród
- średzkiego
  - Kostomłoty
  - Malczyce
  - Miękinia
  - Środa Śląska
  - Udanin
- strzelińskiego
  - Strzelin
- oławskiego
  - Domaniów
  - Oława
  - Jelcz-Laskowice
- oleśnickiego
  - Dobroszyce
  - Oleśnica
  - Bierutów
  - Twardogóra
- milickiego
  - Krośnice
  - Milicz
- wołowskiego
  - Brzeg Dolny
  - Wołów
- świdnickiego
  - Świdnica

W czerwcu 2013 zarejestrowano Stowarzyszenie Aglomeracja Wrocławska, które obecnie skupia 31 gmin oraz jeden powiat z obszaru Aglomeracji Wrocławskiej:  
- Bierutów
- Borów
- Brzeg
- Czernica
- Długołęka
- Dziadowa Kłoda
- Jelcz-Laskowice
- Jordanów Śląski
- Kąty Wrocławskie
- Kobierzyce
- Kondratowice
- Krośnice
- Malczyce
- Międzybórz
- Mietków
- Oleśnica
- powiat wrocławski
- Prusice
- Przeworno
- Siechnice
- Środa Śląska
- Strzelin
- Syców
- Twardogóra
- Wiązów
- Wisznia Mała
- Wołów
- Wrocław
- Zawonia
- Ziębice
- Żmigród
- Żórawina